# Перини, Мария
Мари́я Пери́ни (Мария Иосифовна Перини, итал. Maria Perini; 10 марта 1873, Турин — 1939, Ницца) — грузинская солистка балета и балетный педагог итальянского происхождения.

## Биография
Окончила балетную школу Королевского театра оперы и балета в Турине (1890), за два года до этого дебютировав на сцене театра. Отработав в туринской труппе один сезон, поступила в балет Тифлисской оперы и в 1891—1907 гг. (с перерывами) была его ведущей солисткой; в промежутках выступала также на сценах Царицына, Саратова, Астрахани и др. После ухода из состава труппы продолжала эпизодически выступать с концертами вплоть до 1916 года.
Преподавала танцы в третьей женской гимназии Тифлиса.
В 1916 году Перини основала первую в Грузии балетную школу, первоначально на частных началах, а с 1920 года работавшую при Тбилисской опере. Учениками Перини были выдающиеся грузинские танцовщики — в том числе Вахтанг Чабукиани и Нина Рамишвили.
В 1935 году Перини была отстранена от руководства школой и некоторое время руководила её филиалом. В 1937 году был арестован, а впоследствии погиб её муж, художник Генрик Гриневский, после чего Перини покинула Советский Союз.